# بروزرسانی نیروگاهی
بروزرسانی نیروگاهی (به انگلیسی: Repowering) به فرایند جایگزینی و تجهیز نیروگاه‌های قدیمی با تأسیسات جدیدتر اطلاق می‌گردد، که به افزایش ظرفیت اسمی یا بهره‌وری بالاتر خواهد انجامید.